# Dame-Marie-les-Bois
Dame-Marie-les-Bois è un comune francese di 326 abitanti situato nel dipartimento dell'Indre e Loira nella regione del Centro-Valle della Loira.

## Società

### Evoluzione demografica
Abitanti censiti